# Порт-Джервіс (Нью-Йорк)
Порт-Джервіс (англ. Port Jervis) — місто (англ. city) в США, в окрузі Орандж штату Нью-Йорк. Населення — 8775 осіб (2020).

## Географія
Порт-Джервіс розташований за координатами 41°22′40″ пн. ш. 74°41′41″ зх. д. / 41.37778° пн. ш. 74.69472° зх. д. (41.377745, -74.694682).  За даними Бюро перепису населення США в 2010 році місто мало площу 7,02 км², з яких 6,55 км² — суходіл та 0,47 км² — водойми.

## Демографія
Згідно з переписом 2010 року, у місті мешкало 8828 осіб у 3570 домогосподарствах у складі 2080 родин. Густота населення становила 1258 осіб/км².  Було 3957 помешкань (564/км²).
Расовий склад населення:
| - 82,2 % — білих - 7,4 % — чорних або афроамериканців - 1,3 % — азіатів - 0,7 % — корінних американців - 3,5 % — осіб інших рас |

До двох чи більше рас належало 4,8 %. Частка іспаномовних становила 11,9 % від усіх жителів.
За віковим діапазоном населення розподілялося таким чином: 25,3 % — особи молодші 18 років, 60,3 % — особи у віці 18—64 років, 14,4 % — особи у віці 65 років та старші. Медіана віку мешканця становила 37,3 року. На 100 осіб жіночої статі у місті припадало 92,9 чоловіків;  на 100 жінок у віці від 18 років та старших — 88,5 чоловіків також старших 18 років.
Середній дохід на одне домашнє господарство  становив 56 464 долари США (медіана — 41 682), а середній дохід на одну сім'ю — 69 034 долари (медіана — 52 097). Медіана доходів становила 42 038 доларів для чоловіків та 31 623 долари для жінок. За межею бідності перебувало 17,2 % осіб, у тому числі 23,3 % дітей у віці до 18 років та 13,8 % осіб у віці 65 років та старших.
Цивільне працевлаштоване населення становило 3765 осіб. Основні галузі зайнятості: освіта, охорона здоров'я та соціальна допомога — 24,6 %, роздрібна торгівля — 17,4 %, виробництво — 11,8 %, мистецтво, розваги та відпочинок — 8,6 %.

## Персоналії
- Гірняк Володимир — український військовик, громадський та видавничий діяч. Вояк Легіону УСС, хорунжий УГА.